# 銃夢LastOrder
《銃夢LastOrder》（GUNNM LastOrder）為漫畫家木城幸人的科幻題材日本漫畫作品。於集英社的月刊《Ultra Jump》2000年至2010年期間進行連載，因《銃夢》新裝版時為了台詞修正問題而跟集英社法務部進行爭執，導致連載結束。後移至講談社漫畫雜誌《Evening》2011年8号重新連載，至2014年4号結束連載。單行本全19卷。
為了區分《銃夢LO》與前作《銃夢》，讀者之間通常用『LO』來稱呼本作。前作則用《銃夢》代表。接續作品是《銃夢火星戰記》。
由集英社版本篇15卷、外傳1卷發行。之後由講談社發行後續的16～19卷。收錄當時集英社初版短篇集《銃夢外傳》的新裝版「NEW EDITION」全12卷一同刊行販售。

## 概要
本作的內容為接續前作《銃夢》，並引伸出將 往其他行星殖民，行星地球化改造，長生不老等科幻作品會出現的超科技一一實現的未來世界當作故事的舞台。
作者在《銃夢》連載時本來就已經構思「宇宙篇」的故事，但是到了連載末期因為許多事情導致繼續連載上出現困難，最後只能快速的將故事完結。並剩下了許多無法充分解釋的故事伏筆， 以並非作者本意的形式結束了。而這種無法做到的部分，便以故事的分歧點來重新展開續篇的故事，所以有了本作品的誕生。
本作的開頭是接續舊版《銃夢》單行本第9集的第155頁後開始的，考慮到完全版的結局，而將舊版的最後一段予以刪除。更正確的說法是，本作是將作者無法繼續連載舊作而臨時改變的結局加以重新詮釋並改正過來。如同作者本身的說明，於舊作完結之前就已經構思了凱麗從沙雷姆經過耶路到宇宙的「宇宙篇」，而非舊作中的沙雷姆墜落的情節。於是，作者不得已的從1996年起到1997年寫出在其他媒體上的「宇宙篇」故事，並在1998年的PS版遊戲《銃夢～火星的記憶～》加以實現。接下來，在完全版發行時認為這是將宇宙篇以漫畫的方式加以描述的最後機會，開始了《銃夢 LastOrder》的連載。
決定要連載之後，當時正在連載中的《水中騎士》就必須暫停連載，既然是「暫停連載」, 作者也承諾了讀者一定會畫出結局。繼續製作的原因在作者自己的網站中亦有提到其具體的構想是基於PS遊戲中的「宇宙篇」。再者，有關舊作的結局該如何應對方面，讀者之間也有人提倡請以那是作者對讀者施展的精神攻擊(對自核夢:銜尾蛇Ouroboros)來加以解釋。
另外，副標題的「LastOrder」的由來是，在劇中由擁有不死能力的人類觀察者卡耶魯拉對主角凱麗所託付的「給人類的最終指令」這個橋段而來的。

## 年表
ES 000年 (1957年)蘇聯發射第一顆人造衛星史普尼克號(Sputnik)
ES 053年 (2010年)火星殖民計畫開始
ES 055年 (2012年)大滅絕(Geo-Catastrophe)
ES 218年 (2175年)(軌道連接系統完成(雅各的天梯：Jacob's Ladder)
ES 235年 (2192年)大滅絕之後，開始進行殖民地的重建
ES 250年 (2207年)金星共和國發表建國宣言
ES 300年 (2257年)木星聯邦獨立
ES 301年 締結地球軌道連合體
ES 316年 木星聯邦開始土撥鼠計畫
ES 387年 太陽系條約調停議會LADDER成立
ES 387年 火星王國議會派，拒絕承認條約的正當性
ES 473年 瓦雷斯博士進行空前的奈米技術的恐怖攻擊
ES 473年 瓦雷斯博士死亡/ORDER部隊全滅
ES 490年 賓古漂流(潛伏?)到機器人王國
ES 543年 電視連續劇「宇宙穆巴迪」開播
ES 556年 電視連續劇「宇宙穆巴迪」劇終

宇宙曆不明．過去發生的事情
222年前 阿卡．穆巴迪誕生
20X年前 地球的氣候開始安定
20X年前 建造了5艘恆星間的殖民太空船
20X年前 地球化戰爭
20X年前 駭客賓古從網路上竊取了金星研究的長生不老化技術
20X年前 禁止研究奈米技術條約/新生兒虐殺政策開始
190年前 耶路大整修工程
154年前 LADDER訂定GENE計畫(DNA特異知性養成計畫)
10X年前 反駭客的多里尼達尼對駭客們進行肅清
10X年前 駭客-黃鼠狼(賓古．吳) 直接攻擊多里尼達尼與耶路
100年前 開始導入保溫箱保全系統

## 大綱
於《銃夢》的花崗岩堂之戰中一度戰勝宿敵鐵士代諾教授的凱麗，卻因為一時大意，而被靠著預備用腦晶片而復活的鐵士代諾所設下的陷阱慘遭殺害。凱麗的部分腦組織則被鐵士代諾秘密帶到空中都市沙雷姆，利用沙雷姆的科技讓凱麗的腦重新復活，且賦予了凱麗一個參考了宇宙兵器「狂戰士體」以及鐵士代諾設計開發的微械技術為底的最強戰鬪用合成人機體「依瑪吉諾斯體」開始了本作的故事。可是，在復活之後的凱麗眼中所見到的，卻是不知被何人所慘殺的鐵士代諾屍體，和鐵士代諾留給凱麗的錄影留言。
終於進入嚮往已久的沙雷姆的凱麗。只不過，於前作中作為廢鐵鎮人所夢想的天上人所居住的沙雷姆樂園，卻因為鐵士代諾入侵沙雷姆的電視頻道，播放所謂「沙雷姆人的秘密」(大腦被替換成腦晶片)後，沙雷姆市民紛紛變成暴徒。再加上為了鎮壓暴民而出現的殺戮機器與保護自己的大腦不被晶片化而武裝起來的小孩子們。凱麗身處於這三方之間殺戮與破壞的漩渦之中。
為了獲得沙雷姆人好友可麗絲的下落而行動的凱麗，在與各式各樣的敵人戰鬥的過程中，凱麗逐漸回憶起有關自己過去所失去的記憶，並且慢慢瞭解了包含了廢鐵鎮、沙雷姆、與外太空世界等這整個世界的形成的過程。

## 登場人物
以下用所屬的組織跟團體別來表示登場的人物

### 宇宙天使隊
為了參加森羅天頂武鬪大會(ZOTT)而臨時組成的隊伍。實際上是想藉著大會期間的騷動，潛入耶路內部最深處的電腦系統的攻擊活動的障眼法，成員們抱持著各自的想法和疑惑參加大會。
- 凱麗 (Gally)——從《銃夢》以來的主角，使用源自火星的傳說中的格鬪術「機甲術」。完成了沙雷姆在地上指派的「TUNED」任務後，從鐵士代諾處得到了新的身體「依曼哲諾斯躯體」，出現在沙雷姆。以救出為了保護自己而被逮捕，現在下落不明的TUNED時代的好友克麗絲作為第一目標，在空中都市沙雷姆，宇宙都市耶路與森羅天頂武鬪大會(ZOTT)等地，再次投身於戰鬥之中。以往潛藏的火星時代的記憶也在宇宙世界中慢慢回憶起來，而且也逐漸回想起失去的機甲術奧義。配合依曼哲諾斯躯體的潛力，高階機甲術的格鬥技術，地上無數的戰鬥經驗，以及與許多人接觸交流所得到的精神力，幾乎可說是最強的戰士。不過，火星的過去與現在的記憶兩者之間互相交錯，加上突然來襲的過去記憶的體驗重現(Flashback)，以及因為重要的人們的牽絆所帶來的精神壓力，在心理上也有脆弱的一面。(不過這也是凱麗這個角色魅力的重點所在) 本名叫做陽子(Yoko)，是火星在地球化戰爭之時家人被殺害所留下的戰爭孤兒。在救了自己的纪露達老師下修練機甲術，之後作為秘密部隊「甘瑪格爾茲貝」的一員，前往宇宙都市耶路進行中央電腦「梅爾姬戴克」(麥基洗德:Melchizedek)的破壞工作，作戰完成後敗給了卡耶魯拉而被逮捕, 並被處以投下大氣圈之刑(這個「墜落」也就是《銃夢》故事的開頭) 。還有，於火星當時的實力還只有在機甲術9位階當中的第6等的「戰職人」而已，在本作中已經提升到能夠與第3等的「達人」相匹敵的實力了。

- 弑古斯 (Sechs)——沙雷姆的地上監察局利用拷貝了凱麗的能力與知識所製造的12具機器人「GR系列」中的第6號，並根據自己的編號將自己命名為「弑古斯」(德語中的6) 。雖然是以凱麗的模樣所製作的，但是人格上完全是男性的特徵。地上監察局毀滅之後，喪失了歸屬的弑古斯，為了找到自己存在的意義，與自己相同的GR系列戰鬪，並且破壞除了爱露芙與兹娃露芙以外的全部GR機體（在《銃夢》劇中已經有2具機體被破壞，所以弑古斯破壞的共有7具機體）。自此以後，為了打倒原形機體的凱麗，而作為鐵士代諾的保鑣一同前往沙雷姆，與凱麗交戰之後敗北。當時接納了凱麗的建言，不再為了超越凱麗而戰，而是為了成為真正的戰士這個自己的理想前進。由於原本是設計為戰鬥用機體，加上出生後還未滿2年，剛開始常出現幼稚且粗暴的情緒，在與許多敵人交戰之後，心理方面也逐漸成長。 戰鬥方面以機甲術為基礎，並且加入了自己的格鬥術持續摸索當中，使用折疊式的巨大雙刃「泰坦刀」作戰。機體原來是使用TUNED制式機體，並將改造右手成為可變形的電磁加速砲，之後則換裝了強韌的「菲捷莱尔躯體」。在凱麗不在時的ZOTT第2、3回戰中，獨自一人逐漸成長，能力也有所提升，卻因為人生經歷的不足，以致在面對擁有信念的對手時會有所畏懼， 心理層面上仍然在成長當中。

- 弑古斯娃娃 (Puchi Sechs)——將地上監察局的克麗絲的控制台上所設置的凱麗人偶(意思型對話疏通系統)改造成弑古斯型態的東西。與凱麗之戰後因為機體嚴重破壞，在沒有本體的情況下把弑古斯的腦晶片植入人偶中，身體雖小但仍舊可以施展機甲術。弑古斯獲得菲捷莱尔躯體之後，本體與人偶用纜線連接達成意識共享，平常隱藏在左肩的裝甲內部。雖然看起來只是個吉祥物，但是在本體暫時失去視覺時代替觀察，或是被束縛時幫忙把束帶用鉗子剪斷等等，作為秘密武器時也非常活躍。

- 爱露芙&兹娃露芙 (Elf & Zwolf)——與弑古斯同屬於GR系列的第11號(爱露芙)和第12號(茲娃露芙) 。個性與凱麗跟弑古斯完全不同，屬於及時行樂型，常發揮無法以常理解釋的幽默感，專門負責劇中搞笑的部分。通常是兩人一起行動，除了額頭上的識別編號以外，其他部分都看不出差異。作為罗亚的保鑣一起前往沙雷姆後，在ZOTT時成為宇宙天使隊的一份子而戰鬪。戰鬥時也是兩人一起搭檔，得意技巧是利用眼睛看不到的單分子鋼絲來切割敵人的陷阱戰術。脫離地上監察局指揮下的GR系列任務後，在地上的酒館組成歌姬雙人組。嗜好是Cosplay，雖然外表與凱麗相像但是比本尊更多出了時尚感。

- 賓古．胡尔 ——代號黃鼠狼的超級駭客，曾偷取長生不老技術並使其曝光而普遍化，百年前因不滿LADDER的統治，曾試圖入侵過耶路，在ZOTT武鬥大賽中協助凱麗潛入耶路的中樞機構。

- 罗亚 (行動版鐵士代諾 Desty-Nova portable)

- 甲板人100號 (Deck man No.100) 凱麗的整備機器人。

### 宇宙空手道隊
- 刀耳──超電磁空手道流派名人，有屠殺士的稱號，以建立孩子們無憂無慮學習空手道的空手星為目標參加本次大賽。
- 绝火──傳統空手道家於火星收的二個徒弟之一，宇宙第一率性男子漢，可以徒手破壞行星，視吞破為終身的對手，在第二屆ZOTT大賽中與吞破的交手，造成大規模破壞，在與弒古斯交手的過程中啟發並使弒古斯得到突破性的成長。
- 吞破──傳統空手道家於火星收的二個徒弟之一，刀耳的祖師爺，創立了超電磁空手道流派，胸襟廣大和善，實力深不可測，目前行蹤不明。
- 汰羅刃──超甲殼空手道拳豪，響應刀耳的創立空手星義舉之呼召而前來助拳參賽，實力堅強的前輩。
- 羅姦──徹甲館空手道創立者，因其旁門左道的暗殺術為人所不齒，相當變態與好色。

### 星之托兒所隊
- 卡耶魯拉 桑格維斯(Caerula Sanguis) ──又名威爾瑪 瓦西里，碩果僅存的血族，俗稱的吸血鬼(V型異變體質者)，精通古中國武術與劍法，並能辨識敵手的下一步反應，近乎無敵的存在，在人類從大滅絕到宇宙時期的發展中扮演關鍵的角色，星之托兒所的園長。
- 古莊──古印度阿哈德瑪斯塔德武術高手，實力深不可測，玩弄宇宙天使隊於股掌。
- 力治──行星低軌道貨物發射投地專家，深得孩子們信任。
- 月門──星之托兒所得的護衛大將，能單人擊沉驅逐艦的破壞力，使宇宙天使隊陷入苦戰。
- 虹猿──月門的搭擋。

### LADDER
- 阿卡．牧巴帝(多里尼達尼)──昔日為LADDER打擊、追捕星際罪犯的英雄，現為LADDER副議長，暗中操控LADDER議會而成為君臨銀河系的權力者，也是這次ZOTT武鬥大賽的舉辦者，想藉此比賽一舉消滅反對勢力。

### 火星王國議會派
- 理美拉──火星王國議會派的女王，為LADDER暗中支持的政治勢力，以此抗衡在火星內戰中，由金星與木星暗中支持的其他勢力，其心靈的善良與純淨，能感動周遭的人，是個聰明又善體人意女孩。
- 傑尼熊──理美拉心愛的絨毛熊玩偶，也有一說是在內戰中身亡的理美拉的父王，腦晶片藏匿之處。
- 札吉──精通各種武器的超一流特戰專家，以其精湛的戰術及作戰方式，擊敗許多超乎軍事常識所能對抗的高手，在ZOTT準決賽時受命加入宇宙天使隊。

## 名詞解釋
- 森羅天頂武鬪大會 (ZOTT)

- 依曼哲諾斯躯體 (Imaginos Body)

- 菲捷莱尔躯體

## 幕後設定
與樂團相關的設定
- Judas Priest (重金屬樂團：英國，中譯為猶大祭司)
  - ZOTT中宇宙天使隊對星之托兒所一戰中，賽古斯的鞋底上所寫的「Blood Red Skies」和「You won't break me」這兩行文字，應該就是參考Judas Priest歌曲-Blood Red Skies裡的歌詞，這首歌的大意就是反映在撕裂的世界中奮戰。

## 出版書籍
| 卷數 | 集英社         | 集英社                 | 東立出版社     | 東立出版社             |
| 卷數 | 發售日期       | ISBN                   | 發售日期       | ISBN                   |
| ---- | -------------- | ---------------------- | -------------- | ---------------------- |
| 1    | 2001年7月19日  | ISBN 4-08-876188-X     | 2002年8月5日   | ISBN 986-11-0743-6     |
| 2    | 2002年2月19日  | ISBN 4-08-876276-2     | 2002年10月25日 | ISBN 986-11-0823-8     |
| 3    | 2002年9月19日  | ISBN 4-08-876350-5     | 2003年1月20日  | ISBN 986-11-1508-0     |
| 4    | 2003年6月19日  | ISBN 4-08-876471-4     | 2003年8月25日  | ISBN 986-11-2920-0     |
| 5    | 2004年3月19日  | ISBN 4-08-876590-7     | 2004年7月20日  | ISBN 986-11-4333-5     |
| 6    | 2004年9月17日  | ISBN 4-08-876682-2     | 2004年12月30日 | ISBN 986-11-5634-8     |
| 7    | 2005年3月18日  | ISBN 4-08-876777-2     | 2005年6月30日  | ISBN 986-11-6844-3     |
| 8    | 2005年11月18日 | ISBN 4-08-876876-0     | 2006年2月20日  | ISBN 986-11-8002-8     |
| 9    | 2006年7月19日  | ISBN 4-08-877123-0     | 2006年11月20日 | ISBN 986-11-8819-3     |
| 10   | 2007年7月19日  | ISBN 978-4-08-877270-7 | 2007年9月30日  | ISBN 978-986-10-0320-7 |
| 11   | 2008年2月19日  | ISBN 978-4-08-877408-4 | 2008年5月15日  | ISBN 978-986-10-1790-7 |
| 12   | 2008年8月19日  | ISBN 978-4-08-877483-1 | 2008年12月15日 | ISBN 978-986-10-2427-1 |
| 13   | 2009年4月17日  | ISBN 978-4-08-877607-1 | 2009年6月30日  | ISBN 978-986-10-3579-6 |
| 14   | 2009年11月19日 | ISBN 978-4-08-877748-1 | 2010年1月30日  | ISBN 978-986-10-4834-5 |
| 15   | 2010年6月18日  | ISBN 978-4-08-877885-3 | 2010年12月15日 | ISBN 978-986-10-5945-7 |

### 講談社版
| 卷數 | 講談社        | 講談社                 | 東立出版社     | 東立出版社             |
| 卷數 | 發售日期      | ISBN                   | 發售日期       | ISBN                   |
| ---- | ------------- | ---------------------- | -------------- | ---------------------- |
| 16   | 2011年5月23日 | ISBN 978-4-06-376062-0 | 2012年9月28日  | ISBN 978-986-317-024-2 |
| 17   | 2012年4月23日 | ISBN 978-4-06-376630-1 | 2012年10月31日 | ISBN 978-986-317-540-7 |
| 18   | 2013年4月23日 | ISBN 978-4-06-376813-8 | 2013年11月22日 | ISBN 978-986-332-482-9 |
| 19   | 2014年4月23日 | ISBN 978-4-06-376969-2 | 2014年11月4日  | ISBN 978-986-348-829-3 |

| 卷數 | 講談社         | 講談社                 | 東立出版社    | 東立出版社             |
| 卷數 | 發售日期       | ISBN                   | 發售日期      | ISBN                   |
| ---- | -------------- | ---------------------- | ------------- | ---------------------- |
| 1    | 2011年7月22日  | ISBN 978-4-06-376108-5 | 2012年9月28日 | ISBN 978-986-317-025-9 |
| 2    | 2011年8月23日  | ISBN 978-4-06-376109-2 | 2012年12月7日 | ISBN 978-986-317-026-6 |
| 3    | 2011年9月23日  | ISBN 978-4-06-376122-1 | 2013年1月7日  | ISBN 978-986-317-207-3 |
| 4    | 2011年10月21日 | ISBN 978-4-06-376133-7 | 2013年2月7日  | ISBN 978-986-317-028-0 |
| 5    | 2011年11月22日 | ISBN 978-4-06-376150-4 | 2013年3月7日  | ISBN 978-986-317-886-6 |
| 6    | 2011年12月22日 | ISBN 978-4-06-376177-1 | 2013年4月3日  | ISBN 978-986-317-887-3 |
| 7    | 2012年1月23日  | ISBN 978-4-06-376186-3 | 2013年5月7日  | ISBN 978-986-317-888-0 |
| 8    | 2012年2月23日  | ISBN 978-4-06-376196-2 | 2013年6月7日  | ISBN 978-986-317-889-7 |
| 9    | 2012年3月23日  | ISBN 978-4-06-376612-7 | 2013年7月8日  | ISBN 978-986-317-890-3 |
| 10   | 2012年4月23日  | ISBN 978-4-06-376631-8 | 2013年8月8日  | ISBN 978-986-317-891-0 |
| 11   | 2014年4月23日  | ISBN 978-4-06-376991-3 | 2017年2月23日 | ISBN 978-986-365-204-5 |
| 12   | 2014年4月23日  | ISBN 978-4-06-376992-0 | 2017年2月23日 | ISBN 978-986-365-205-2 |

## 外部連結
- Yokitopia （页面存档备份，存于）（日語）